# Les Hommes qui n'aimaient pas les femmes
Pour un article plus général, voir Millénium.
Pour l'épisode de série télévisée policière, voir Saison 20 de New York, unité spéciale#Épisode 4 : Les Hommes qui n'aimaient pas les femmes.
Les Hommes qui n'aimaient pas les femmes (titre original : Män som hatar kvinnor) est le premier tome de la trilogie Millénium, écrite par le Suédois Stieg Larsson et paru en 2005.
Le roman est traduit en français et publié l'année suivante chez Actes Sud.
Le titre original se traduit littéralement par « Des hommes qui haïssent les femmes ».[réf. nécessaire]

## Résumé
Chaque année depuis trente-six ans, un homme reçoit à son anniversaire une fleur séchée dans un joli petit cadre, un envoi évidemment anonyme ; tous ont été accrochés à un mur de son bureau. Et, chaque année, il téléphone immédiatement à un commissaire à la retraite pour lui confirmer le message reçu. Quel message ? De qui ? Pourquoi ?
Mikael Blomkvist est un journaliste économique qui écrit dans le magazine Millénium, dont il est copropriétaire. Parce qu'il n'a pas étayé sérieusement ses informations lors d'une enquête journalistique, il est assez lourdement condamné pour diffamation envers une des personnalités les plus en vue de l'économie suédoise, le multimillionnaire Hans-Erik Wennerström. Son manque de professionnalisme dans cette affaire reste inexpliqué. 
Alors qu'il va prendre de la distance avec sa vie et son métier – et aussi pour aller purger une peine de prison ferme –, une des figures majeures de l'histoire de l'industrie suédoise le contacte. Il s'agit de Henrik Vanger, vivant sur l'île fictive de Hedebyön (avoisinant la ville fictive de Hedestad), qui lui confie un travail de la plus haute importance, officiellement écrire une biographie de l'histoire de la puissante famille Vanger. En fait, la véritable mission de Blomkvist concerne un meurtre non élucidé depuis plus de trente-six ans, celui de la nièce préférée de Henrik, Harriet Vanger, disparue à l'âge de seize ans. Pour compléter le mystère et susciter la curiosité de Blomkvist, Henrik est provoqué chaque année par un expéditeur anonyme qui lui fait parvenir une fleur sous cadre. De plus, la famille Vanger, composée d'une soixantaine de personnes, semble cacher bien des haines et des secrets. Tous ces éléments sont attrayants et Blomkvist accepte la proposition de Henrik Vanger, aussi parce que celui-ci s'est engagé à lui confier des informations sensibles sur Wennerström, avec lesquelles une vengeance sera possible.
Lisbeth Salander est une jeune femme de vingt-quatre ans, plutôt étrange, en total déphasage avec la société dans laquelle elle vit ainsi qu'avec sa famille ; elle a été placée sous tutelle. Mais Lisbeth possède un don exceptionnel, découvrir des informations introuvables par des moyens connus d'elle seule. Elle travaille d'ailleurs en indépendant pour une société active dans le domaine de la sécurité et est engagée comme assistante auprès de Mikael dans le cadre de la mission confiée par H. Vanger.
Tous ces personnages seront amenés à se croiser durant l'enquête.
Dans le roman, il est fait référence à quelques hommes d'affaires suédois qui existent réellement : Erik Penser, Jan Stenbeck, Percy Barnevik, Ivar Kreuger et la famille Wallenberg. L'expression « krach de Kreuger » est une référence à la fin de l'empire financier d'Ivar Kreuger. La banque Gota fut l'une des banques nationalisées par le gouvernement suédois lors du sauvetage du système bancaire suédois. L'« affaire Lundahl » rapportée dans Expressen est survenue en 1965 : Björn Lundahl était le chef d'un groupe néo-nazi suédois à cette époque. L'« affaire Trustor » est une fraude de six cent millions de couronnes survenue en Suède et découverte en 1997 : son principal responsable, Thomas Jisander, en fuite après la découverte de la fraude, a été condamné à la prison en 2008,.

## Hedebyön
Le roman situe cette île fictive dans la région du Norrland, à trois heures de train de Stockholm, à un peu plus d'une heure au nord de Gävle. Elle doit donc se trouver au bord de la mer Baltique, rattachée à la Suède par un pont.

## Éditions françaises

### Édition imprimée originale
- Stieg Larsson (trad. du suédois par Lena Grumbach et Marc de Gouvenain), Les Hommes qui n'aimaient pas les femmes [« Män som hatar kvinnor »], Arles, éd. Actes Sud, coll. « Actes noirs », 9 juin  2006, 574 p., 24 cm (ISBN 2-7427-6157-8, BNF 40204679)

### Livre audio
- Stieg Larsson (trad. du suédois par Lena Grumbach et Marc de Gouvenain), Les Hommes qui n'aimaient pas les femmes : texte intégral [« Män som hatar kvinnor »], Paris, éd. Audiolib, 11 juin 2008 (ISBN 978-2-35641-026-9, BNF 41278274)Texte intégral ; narrateur : Emmanuel Dekoninck ; support : 2 disques compacts audio MP3 ; durée : 17 h 45 min environ ; référence éditeur : Audiolib 25 0026 2.

### Édition en gros caractères
- Stieg Larsson (trad. du suédois par Lena Grumbach et Marc de Gouvenain), Les Hommes qui n'aimaient pas les femmes [« Män som hatar kvinnor »], Cergy, éd. À vue d'œil, coll. « 16-17 : suspense », 20 septembre 2008, 862 p., 24 cm (ISBN 978-2-84666-447-9, BNF 41348471)Édition présentée en deux volumes indissociables.

### Édition au format de poche
- Stieg Larsson (trad. du suédois par Lena Grumbach et Marc de Gouvenain), Les Hommes qui n'aimaient pas les femmes [« Män som hatar kvinnor »], Arles ; Montréal, éd. Actes Sud et éd. Leméac, coll. « Babel noir » (no 37), septembre 2010, 705 p., 18 cm (ISBN 978-2-7427-9309-9 et 978-2-7609-0665-5, BNF 42258827)Co-édition franco-canadienne.

## Adaptations

### Au cinéma
Le roman a été adapté au cinéma dans une production suédo-danoise sous le titre Millénium (Män som hatar kvinnor), réalisée par Niels Arden Oplev et notamment interprétée par Michael Nyqvist et Noomi Rapace dans les deux rôles principaux. Ce film est sorti en France le 13 mai 2009.
Une autre adaptation suédo-américaine, Millénium : Les Hommes qui n'aimaient pas les femmes (The Girl with the Dragon Tattoo), réalisée par David Fincher et avec Daniel Craig et Rooney Mara dans les deux rôles principaux, est sortie en France le 18 janvier 2012.

### En bande dessinée
- Stieg Larsson (auteur adapté), Runberg (scénario) et Homs (dessins), Les Hommes qui n'aimaient pas les femmes : première partie, Marcinelle ; Paris, éd. Dupuis, 22 mars 2013, 64 p., 32 cm (ISBN 978-2-8001-5710-8)Série « Millénium » no 1.
- Stieg Larsson (auteur adapté), Runberg (scénario) et Homs (dessins), Les Hommes qui n'aimaient pas les femmes : seconde partie, Marcinelle ; Paris, éd. Dupuis, 22 novembre 2013, 64 p., 32 cm (ISBN 978-2-8001-5777-1)Série « Millénium » no 2.